# Eulophia euglossa
Eulophia euglossa là một loài lan phân bố từ miền tây châu Phi nhiệt đới đến Tây Ethiopia và Angola.

## Hình ảnh

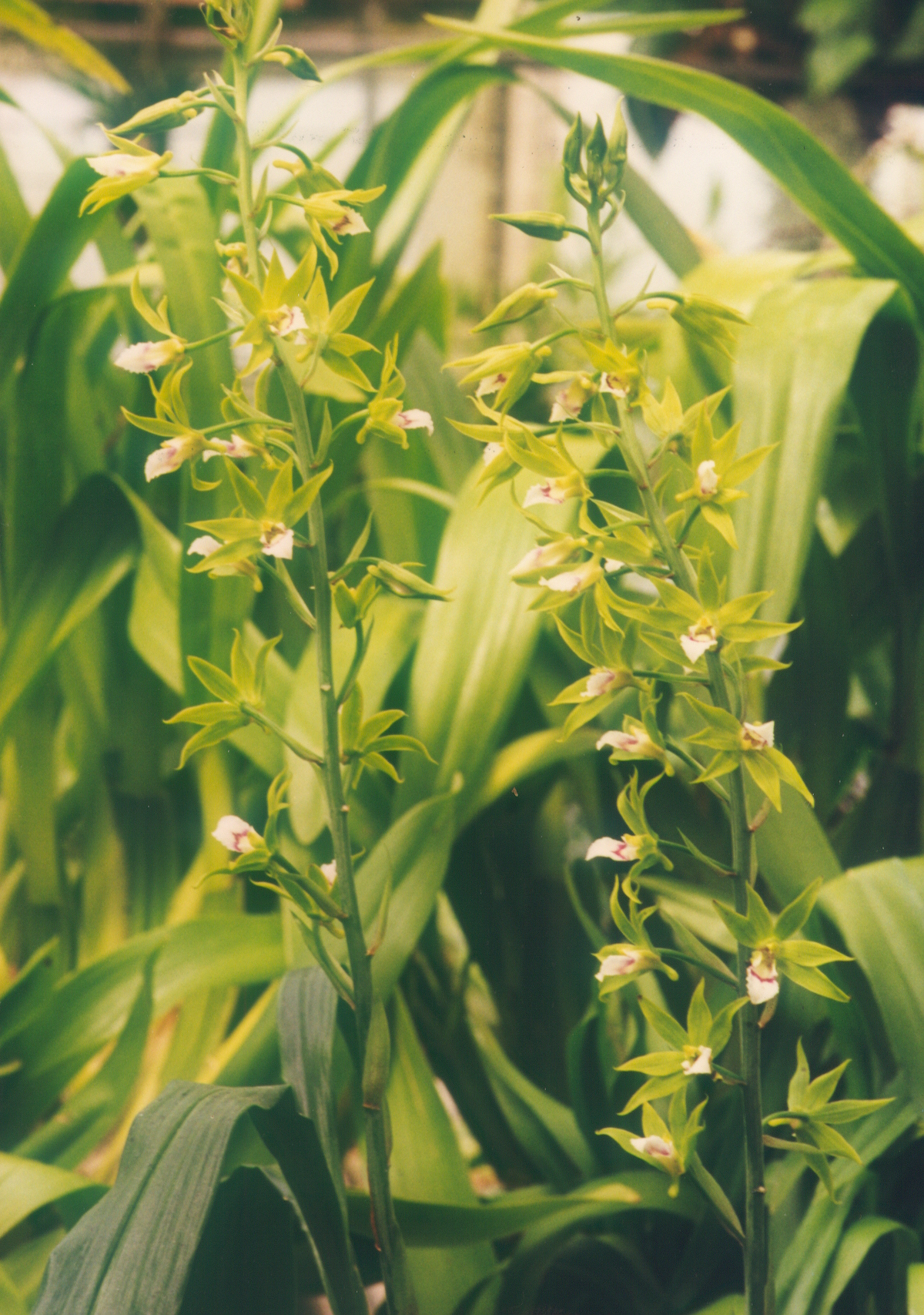
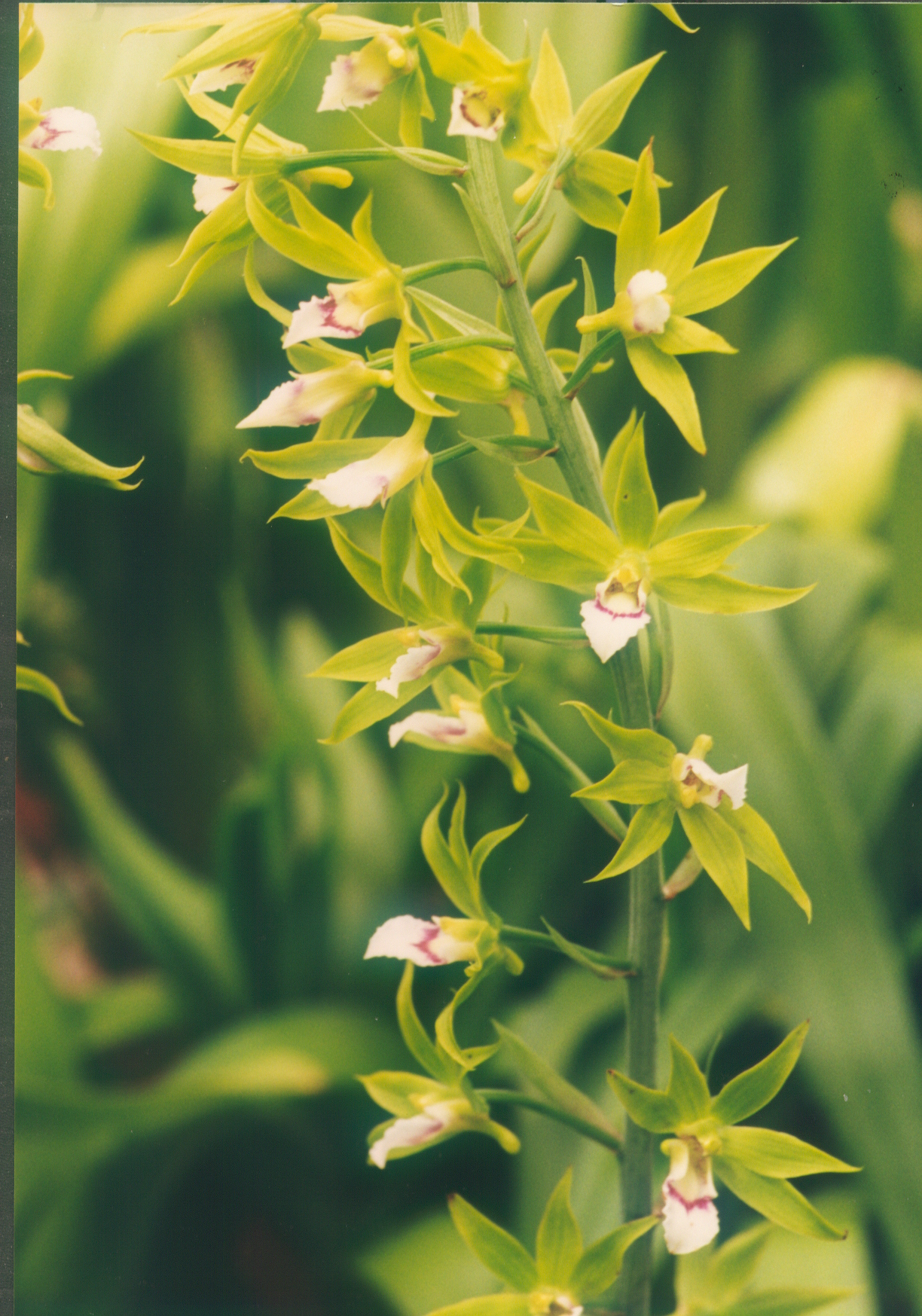
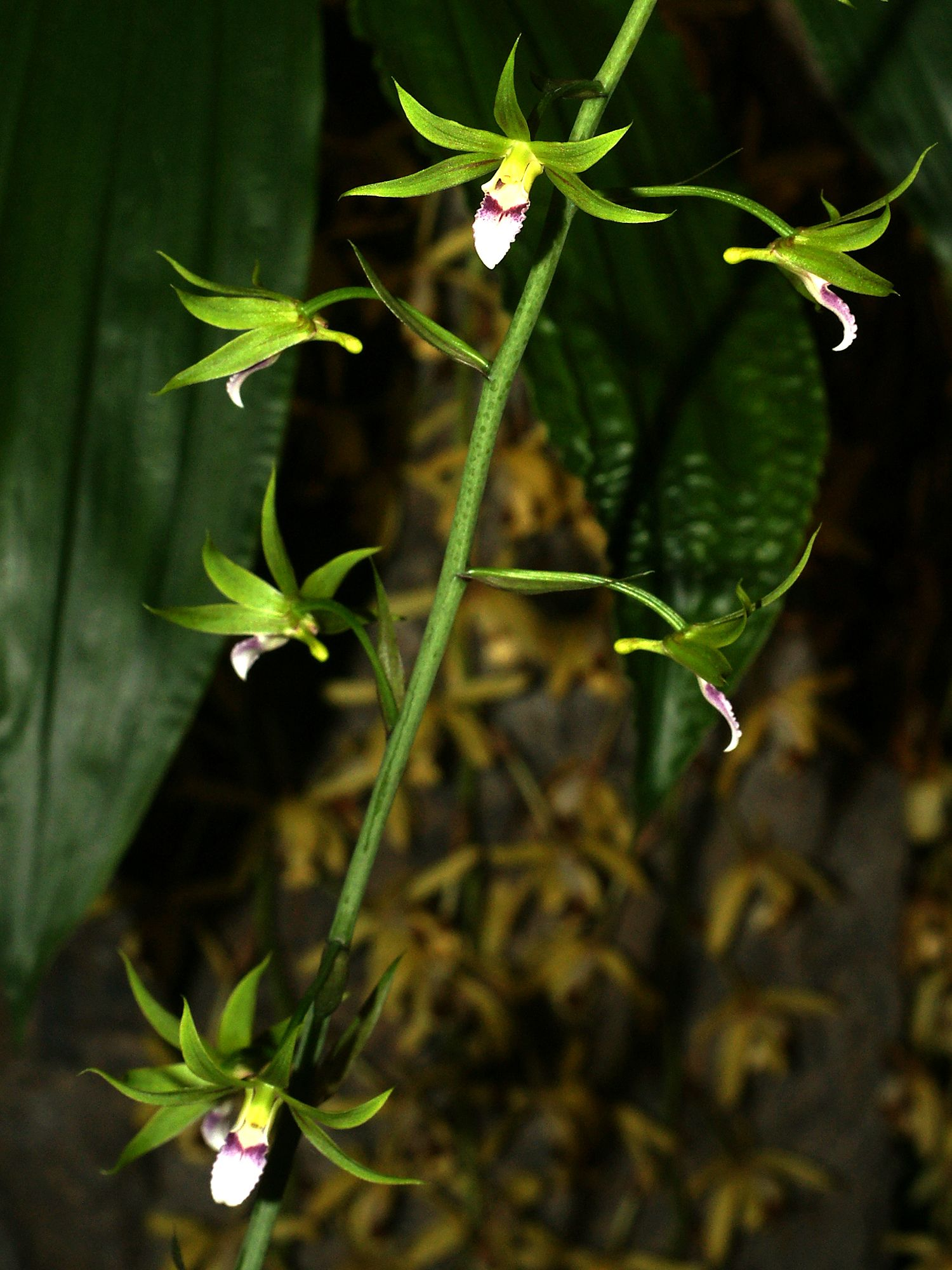
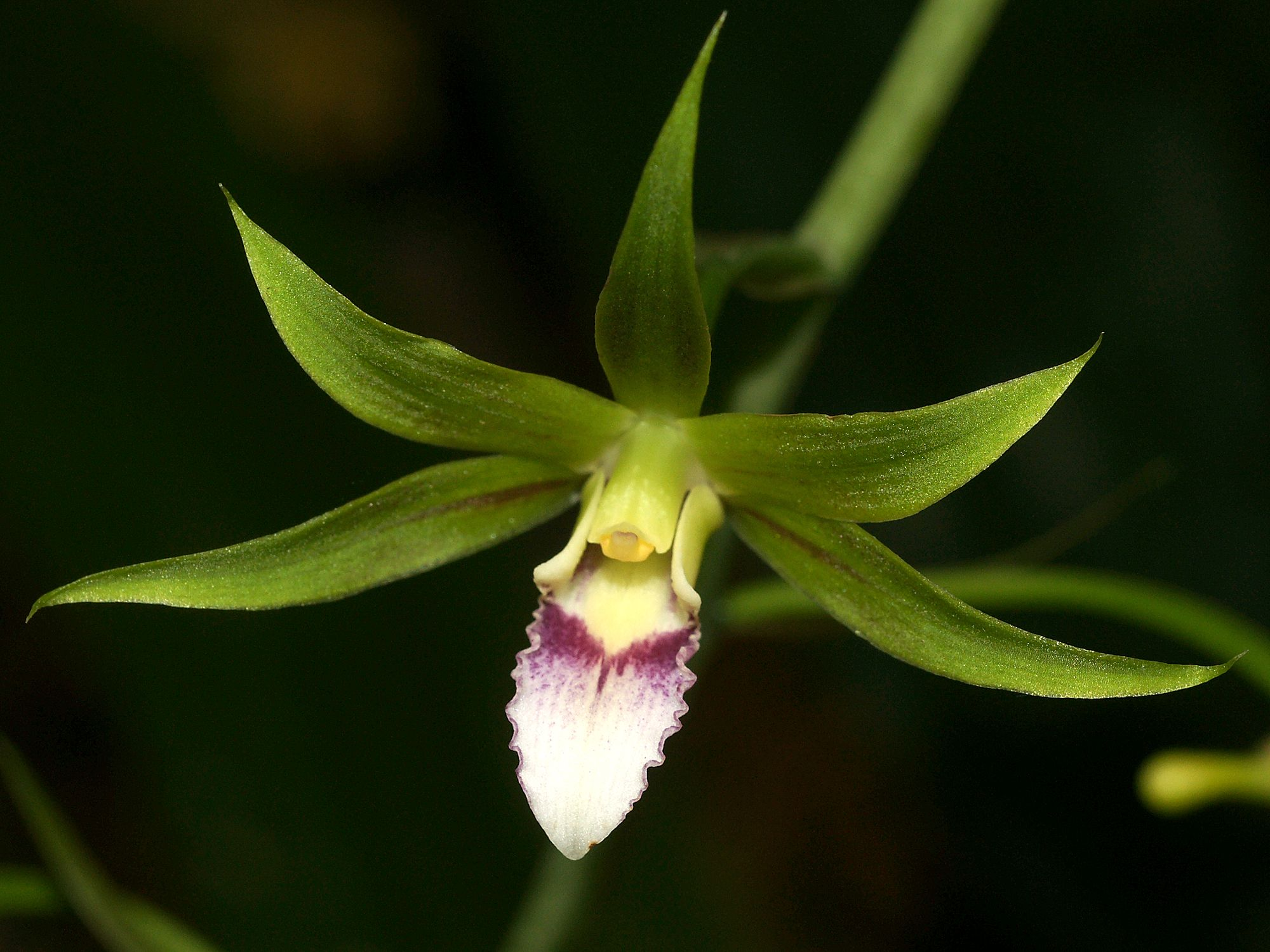